# 1965-ös magyar férfi vízilabda-bajnokság (első osztály)
Az 1965-ös magyar férfi vízilabda-bajnokság az ötvenkilencedik magyar vízilabda-bajnokság volt. A bajnokságban tíz csapat indult el, a csapatok két kört játszottak.

## Tabella
| #   | Csapat          | M  | Gy | D  | V  | G+ | G- | P  |
| --- | --------------- | -- | -- | -- | -- | -- | -- | -- |
| 1.  | Ferencvárosi TC | 18 | 12 | 6  | 0  | 69 | 45 | 36 |
| 2.  | Újpesti Dózsa   | 18 | 11 | 4  | 3  | 64 | 56 | 26 |
| 3.  | Bp. Honvéd      | 18 | 7  | 9  | 2  | 72 | 54 | 23 |
| 4.  | Szolnoki Dózsa  | 18 | 8  | 4  | 6  | 61 | 53 | 20 |
| 5.  | Csepel Autó     | 18 | 7  | 6  | 5  | 59 | 59 | 20 |
| 6.  | BVSC            | 18 | 3  | 11 | 4  | 43 | 48 | 17 |
| 7.  | Egri Dózsa      | 18 | 5  | 6  | 7  | 70 | 74 | 16 |
| 8.  | Vasas Izzó      | 18 | 4  | 3  | 11 | 44 | 57 | 11 |
| 9.  | OSC             | 18 | 1  | 7  | 10 | 52 | 66 | 9  |
| 10. | Bp. Spartacus   | 18 | 2  | 4  | 12 | 47 | 69 | 8  |

* M: Mérkőzés Gy: Győzelem D: Döntetlen V: Vereség G+: Dobott gól G-: Kapott gól P: Pont

## Játékoskeretek
| Ferencvárosi TC    | Újpesti Dózsa  | Bp. Honvéd        | Szolnoki Dózsa       | Csepel Autó       |
| ------------------ | -------------- | ----------------- | -------------------- | ----------------- |
| Ambrus Miklós      | Lukász Marcel  | Kökény József     | Szegedi Varga Kázmér | Hohl Ferenc       |
| Gyarmati Dezső     | Mayer Mihály   | Németh István     | Pintér I. István     | Krajner Béla      |
| Felkai László      | Hanák Piusz    | Papp Vilmos       | Pintér II. István    | Rusorán Péter     |
| Bolvári Antal      | Dömötör Zoltán | Tóth Gyula        | Kuczora Ferenc       | Gallov Rezső      |
| Kiss Egon          | Martin György  | Mátrahegyi László | Kanizsa Tivadar      | Szalay János      |
| Laukó Vilmos       | Sárosi László  | Váczi József      | Koncz István         | Gera Sándor       |
| Kárpáti György     | Mahner Imre    | Konrád János      | Urbán Lajos          | Kiss István       |
| Szívós István      | Rusorán Tibor  | Görgényi István   | Selmeczi László      | Brinza István     |
| Steinmetz János    | Bozó József    | Hausherr Frigyes  | Szabó János          | Minárovits Sándor |
| Kásás Zoltán       | Tibai János    |                   | Kádár György         |                   |
| Gerber Gyula       | Bobory György  |                   | Kiss András          |                   |
| Kövecses Zoltán    |                |                   | Katona Gábor         |                   |
| edző: Fábián Dezső | Vízvári György | Brandi Jenő       | Czapkó Miklós        | Goór István       |

| BVSC              | Egri Dózsa        | Vasas Izzó       | Orvosegyetem SC | Bp. Spartacus      |
| ----------------- | ----------------- | ---------------- | --------------- | ------------------ |
| Kunos Gyula       | Denk János        | Füzessi Béla     | Szathmáry Gábor | Ferenczy László    |
| Gyerő Zoltán      | Rüll Csaba        | Dancsa István    | Furman Jenő     | Németh Gábor       |
| Gyerő Csaba       | Ringelhahn György | Takács István    | Csikós Ferenc   | Albrecht Tamás     |
| Molnár Róbert     | Pócsik Dénes      | Szikora Imre     | Bodnár András   | Csillag Gábor      |
| Katona András     | Frank Oszkár      | Köröshegyi Gábor | Bánhidi Attila  | Ottó Gábor         |
| Konrád Sándor     | Bolya László      | Mohácsi Attila   | Elek Miklós     | Lehoczky Boldizsár |
| Konrád Ferenc     | Utassy Sándor     | Lepies György    | Gál Jenő        | Budai Béla         |
| Kardos Tibor      | Szölgyémi Ferenc  | Kiss Attila      | Petik Gyula     | Horváth Kálmán     |
| Togyeriska Imre   | Halmos Péter      | Kovács Róbert    | Oláh Endre      | Vitáris Iván       |
| Németh István     | Katona József     | Lukász Tamás     |                 | Békés Károly       |
| Ajkai László      | Baranyay Géza     |                  |                 | Kulcsár Tamás      |
|                   |                   |                  |                 | Szlamka László     |
| edző: Laky Károly | Baranyay György   | Pataky Imre      | Bartalis István | Somóczi Loránt     |

## A góllövőlista élmezőnye
| Hely | Gól | Játékos        | Csapat        |
| ---- | --- | -------------- | ------------- |
| 1.   | 27  | Rusorán Péter  | Csepel Autó   |
| 2.   | 26  | Pócsik Dénes   | Eger          |
| 3.   | 22  | Bodnár András  | OSC           |
| 4.   | 21  | Tóth Gyula     | Bp. Honvéd    |
| 5.   | 18  | Kuczora Ferenc | Szolnok       |
| 6.   | 16  | Dömötör Zoltán | Újpesti Dózsa |
|      | 16  | Konrád János   | Bp. Honvéd    |
|      | 16  | Váczi József   | Bp. Honvéd    |
| 9.   | 15  | Kiss Egon      | Ferencváros   |
|      | 15  | Konrád Ferenc  | BVSC          |